# Lods
Lods es una comuna francesa del departamento de Doubs en la región del Franco Condado. Se encuentra en el valle del Loue, unos 37km al sureste de Besançon. Está incluida dentro de la lista de Les plus beaux villages de France.

## Demografía[4]
La comuna alcanzó su pico demográfico en torno a 1860. Desde entonces ha experimentado un paulatino retroceso en el número de habitantes.
| 342 | 380 | 338 | 337 | 284 | 271 |
| Para los censos de 1962 a 1999 la población legal corresponde a la población sin duplicidades (Fuente: INSEE [Consultar]) |     |     |     |     |     |